# Crèche (zoologia)

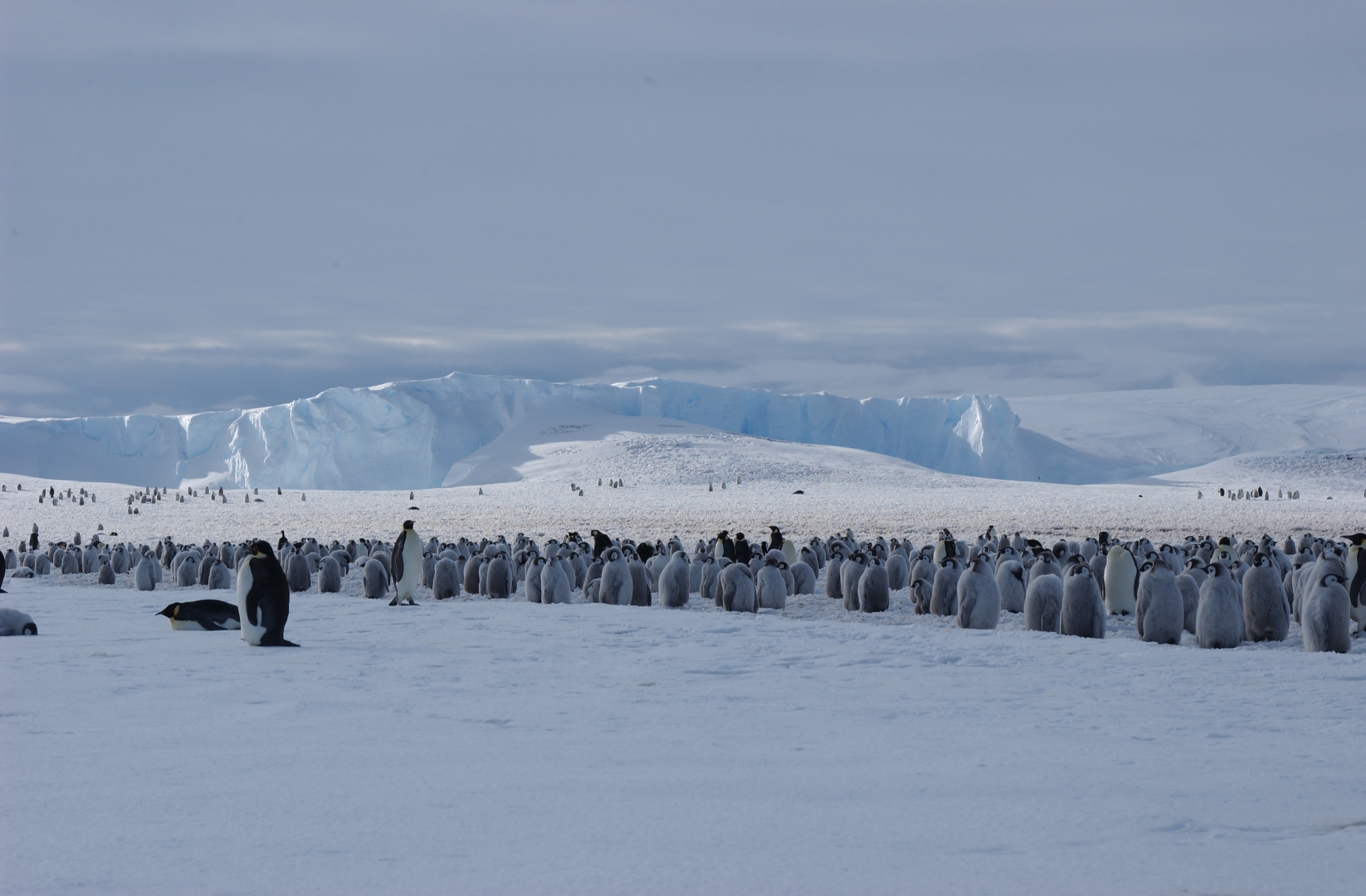
Przykład takiego zachowania objawiają pingwiny cesarskie

Crèche (z fr.), żłobek – termin stosowany w zoologii, odnoszący się do zachowań zwierząt, polegających na opiekowaniu się potomstwem innego osobnika, na przykład w kolonii. Wyrażenie to jest zwykle używane w kontekście badań nad zachowaniem ptaków. Wiele pingwinów tworzy crèche, jak również duża liczba innych gatunków ptaków, takich jak bernikla kanadyjska, ohar czy edredon zwyczajny.
Wśrów gadów także kajmany okularowe wychowują młode w crèche. Jedna samica troszczy się o potomstwo własne, jak i kilkorga innych osobników.
Lwy są kolejnym z przykładów zwierząt formujących crèche. W stadzie, samice, otaczają wspólną opieką młode a nawet karmią je. Jednak badania wykazały, że młode wychowane w crèche mają zwykle dostarczane mniej pożywienia niż te wychowane przez jedną matkę. Oznacza to że wśród lwów crèche służy raczej jako formacja obronna.